# VV Zwartemeer in het seizoen 1958/59
Het seizoen 1958/1959 was het vierde jaar in het bestaan van de Klazienaveense betaaldvoetbalclub Zwartemeer. De club kwam uit in de Nederlandse Tweede divisie B en eindigde daarin op de vierde plaats. Tevens deed de club mee aan het toernooi om de KNVB beker, hierin werd de club in de kwartfinale uitgeschakeld door VVV (1–5).

## Wedstrijdstatistieken

### Tweede divisie B
|       | Be Quick | Enschedese Boys | Go Ahead | Heerenveen | N.E.C. | Oldenzaal | Oosterparkers | PEC   | Rheden | Tubantia | Velocitas | Veendam | Zwolsche Boys |
| ----- | -------- | --------------- | -------- | ---------- | ------ | --------- | ------------- | ----- | ------ | -------- | --------- | ------- | ------------- |
| Thuis | 3 – 2    | 2 – 0           | 0 – 1    | 3 – 1      | 1 – 4  | 2 – 1     | 4 – 1         | 3 – 1 | 1 – 3  | 4 – 0    | 4 – 2     | 3 – 0   | 2 – 2         |
| Uit   | 5 – 0    | 0 – 0           | 0 – 0    | 1 – 1      | 2 – 0  | 0 – 1     | 1 – 1         | 2 – 1 | 3 – 1  | 2 – 2    | 1 – 3     | 2 – 0   | 1 – 3         |

### KNVB beker
| 1e ronde                                            | Zwartemeer                                                                 | 5 – 0 (2 – 0)                      | CEC                                                                                 |
| 1 januari 1959 Plaats: Klazienaveen Mr. Ovingstraat | Jan Stevens 15' Gerrit Pesman 40' Job Drent –' (pen.) Tonny Roosken –', –' |                                    |                                                                                     |
| 2e ronde                                            | Velocitas                                                                  | 3 – 5                              | Zwartemeer                                                                          |
| 22 april 1959 Plaats: Groningen Stadspark           | Evert Drommel –', –' (pen.), –'                                            |                                    | Gerard Lippold Hans Kalter Katrinus van der Werf Tonny Roosken –' (e.d.) Groenewoud |
| 3e ronde                                            | Zwartemeer                                                                 | 1 – 0 (0 – 0)                      | GVAV                                                                                |
| 10 mei 1959 Plaats: Klazienaveen Mr. Ovingstraat    | Hans Kalter 85'                                                            |                                    |                                                                                     |
| 4e ronde                                            | N.E.C.                                                                     | 1 – 2 (1 – 1, 1 – 0) Na verlenging | Zwartemeer                                                                          |
| 27 mei 1959 Plaats: Nijmegen Goffertstadion         | Moises Bicentini 40'                                                       |                                    | 83' Tonny Roosken 117' Hans Kalter                                                  |
| Kwartfinale                                         | VVV                                                                        | 5 – 1 (2 – 0)                      | Zwartemeer                                                                          |
| 6 juni 1959 Plaats: Venlo De Kraal                  | Hans Sleven 15', 40' Jan Schatorjé 55', 90' Herman Teeuwen 88'             |                                    | 75' Job Drent                                                                       |

## Statistieken Zwartemeer 1958/1959

### Eindstand Zwartemeer in de Nederlandse Tweede divisie B 1958 / 1959
| Stand | Gespeeld | Gewonnen | Gelijk | Verloren | Punten | Doelpunten voor | Doelpunten tegen |
| ----- | -------- | -------- | ------ | -------- | ------ | --------------- | ---------------- |
| 4e    | 26       | 12       | 6      | 8        | 30     | 45              | 37               |

### Topscorers
| #      | Naam                      | Goal |
| ------ | ------------------------- | ---- |
| 1.     | Tonny Roosken             | 13   |
| 2.     | Hans Kalter               | 11   |
| 3.     | Henk de Vries             | 6    |
| 4.     | Geert Jacobs              | 4    |
| 5.     | Katrinus van der Werf     | 3    |
| 6.     | Job Drent                 | 1    |
| 6.     | Willy Hoogenberg          | 1    |
| 6.     | Gerald Lippold            | 1    |
| 6.     | Gerrit Pesman             | 1    |
| 6.     | Jan Stevens               | 1    |
| 6.     | Gosum de Vries            | 1    |
| 6.     | Eigen doelpunten          | 1    |
| –      | Martin Philips (Tubantia) | 1    |
| –      | Theo Wanders (Velocitas)  | 1    |
| Totaal | Totaal                    | 45   |

| #              | Naam                       | Goal |
| -------------- | -------------------------- | ---- |
| 1.             | Tonny Roosken              | 4    |
| 2.             | Hans Kalter                | 3    |
| 3.             | Job Drent                  | 2    |
| 4.             | Gerard Lippold             | 1    |
| 4.             | Gerrit Pesman              | 1    |
| 4.             | Jan Stevens                | 1    |
| 4.             | Katrinus van der Werf      | 1    |
| Eigen doelpunt |                            |      |
| –              | Ron Groenewoud (Velocitas) | 1    |
| Totaal         | Totaal                     | 14   |